# Études d'arts en France
Ne doit pas être confondu avec Études de design en France.
Les études d'arts en France sont assurées par les lointaines descendantes des anciennes écoles des beaux-arts, des arts décoratifs et des arts industriels, dites depuis des arts appliqués.
Elles sont destinées soit à développer la pratique d'un art par l'élève, soit à ce qu'il acquière une pédagogie pour l'enseigner, soit afin qu'il occupe des fonctions de critique ou de management des artistes ou des œuvres d'art dans des entreprises privées ou des institutions publiques.
Ces formations artistiques sont marquées par la notion d'auteur et ses divers rapports avec les contraintes artistiques volontaires ou de fait (langages, techniques, matériaux, sens, fonction, utilité, commande, compétition, contexte, traditions, etc.) ainsi que par le regard que l'on porte sur une œuvre poétique. Aujourd'hui, elles se fondent autour de l'économie et de la pratique des arts plastiques et graphiques, de l'architecture d'intérieur, des métiers d'art et de l'artisanat, de la mode ou du design parfois dit industriel. Elles vont, toutefois, largement au-delà (par exemple, dans les domaines numériques ou de la communication) vers un relatif décloisonnent entre les spécialités.
À tort ou à raison, elles ne se confondent pourtant pas avec les études littéraires et poétiques, les écoles d'architecture et d'urbanisme, de musique, de spectacle vivant (théâtre, danse, cirque, arts de la rue, etc.), de cinéma et de photographie. Plus généralement on les distingue aussi avec certains domaines aujourd'hui regroupés sous l'appellation d'éducation artistique et culturelle (allant du patrimoine, de l'histoire de l'art aux métiers du livre en passant par l'ingénierie culturelle) dont plusieurs métiers aussi assimilés à l'artisanat (particulièrement la cuisine, la parfumerie, le paysagisme, etc.), aux arts et traditions populaires (comme le folklore) ou, dans un autre registre, de ce qui concernerait le développement personnel ou la psychothérapie.
Les compétences techniques et savoirs spécialisés mis en œuvre lors de ces enseignements relèvent aussi d'écoles d'ingénieurs ou de l'apprentissage en atelier, sous la direction d'un maître (anciennement dit en art). De même, les questions abordées au cours de ces cursus sont développées au sein des diverses études théoriques de l'art et de la culture, dont le lieu privilégié est l'université.
Toutefois de nombreux praticiens se revendiquent comme artiste autodidacte (et interrogent de ce fait sur l'utilité de formations, de corps labellisés) ou ont principalement mis en avant la culture générale de chacun dans ces domaines.

## Histoire
Jusqu'au XVIIe siècle, l'enseignement des techniques artistiques passe, après l'enseignement des petites écoles publiques, par l'apprentissage à partir de 12 ou 14 ans auprès d'un des maîtres appartenant à une communauté des peintres, des sculpteurs, des joueurs d'instruments, etc. Ces communautés ont dans certaines grandes villes des écoles pour les apprentis appelées académies : l'apprenti n'est pas seulement étudiant, il est aussi employé.
Les écoles d'art actuelles sont héritières de quatre systèmes distincts :
- Les héritières des académies. La plus célèbre est L'Académie royale de peinture et de sculpture (1648), où enseignaient les plus grands artistes de l'époque et dont le but était de maintenir la tradition académique par une hiérarchie des genres (histoire, portrait, paysage…) et par l'étude des maîtres anciens (voyage en Italie, prix de Rome). Cette institution existe toujours (École nationale supérieure des beaux-arts). Citons également l'Académie de dessin de Dijon, actuelle École nationale supérieure d'art de Dijon.
- Les héritières des écoles gratuites de dessin, fondées pour la plupart aux XVIIIe et XIXe siècles. Le but de ces écoles était de donner le goût du beau aux artisans, de leur apprendre la précision, la géométrie, et le refus de l'ornement et du pittoresque. Des amateurs d'art désireux d'apprendre à dessiner suivaient aussi ces cours. Dès les années 1880, l'administration des beaux-arts de l'État (aujourd'hui Délégation aux arts plastiques du ministère de la Culture) a obtenu un droit de regard sur leurs programmes et certaines ont été communalisées. La grande majorité des écoles d'art territoriales sont d'anciennes « écoles gratuites de dessin ». comme à Toulouse (1726), Rouen (1741), Lille (1755), Rennes (1757), Amiens (1758), Besançon (1773), etc. Certaines sont passées directement sous le contrôle de l'État comme les écoles d'arts décoratifs de Nice ou de Limoges. L'École gratuite de dessin de Paris, fondée en 1766, orientée vers les arts appliqués, est l'actuelle École nationale supérieure des arts décoratifs et l'École Duperré a été fondée en 1864 par Elisa Lemonnier.
- Les nouvelles écoles nationales d'art fondées dans les années 1970-80 comme la Villa Arson à Nice, l'école de photographie d'Arles, L'École nationale supérieure de création industrielle ou bien l'école d'art de Cergy-Pontoise. Conçues en fonction, d'enjeux, de programmes et de pédagogies spécifiques, elles relèvent du ministère de la Culture.
- Les ateliers privés d'artistes. En effet, jusqu'au début du XXe siècle, les artistes un peu renommés (Prix de Rome…) tiraient un revenu non négligeable de l'enseignement qu'ils dispensaient dans leur propre atelier. Les modalités de cet enseignement varient beaucoup selon les époques. Les étudiants payaient souvent pour chaque séance d'atelier et non à l'année. Parfois ils avaient la charge d'amener le charbon pour le poêle de l'atelier. C'est souvent un étudiant, appelé le massier, qui se chargeait de la collecte de l'argent. Dans certains cas, les étudiants étaient des apprentis, c'est-à-dire qu'ils profitaient de l'enseignement de l'artiste en lui servant d'assistants, parfois seulement rémunérés sous forme d'hébergement et de nourriture. Certains de ces ateliers subsistent comme l'Académie de la Grande-Chaumière à Montparnasse et surtout l'Académie Julian à Saint-Germain-des-Prés.

Depuis le milieu des années 2000, la plupart des établissements territoriaux d'enseignement artistique ont changé de statut pour devenir des Établissements publics de coopération culturelle (EPCC), ce qui leur confère une certaine indépendance vis-à-vis de leurs tutelles et permet des regroupements d'établissements sur plusieurs sites : Lorient, Brest, Quimper et Rennes ; Rouen et Le Havre ; Angoulême et Poitiers ; Tours, Angers et Le Mans ; etc. Certains de ces établissements ne regroupent pas que des écoles d'art : la Haute École des arts du Rhin intègre, outre les écoles de Strasbourg et de Mulhouse, l'Académie de musique de Strasbourg ; L'école supérieure d'art et de design de Saint-Étienne est intégrée à la Cité du design.
En 2023, Mathilde Provansal publie Artistes mais femmes. Une enquête sociologique dans l’art contemporain. Cette publication présente l'état de ses recherches sur les inégalités de genre dans les écoles d'art et dans le monde de l'art. En France, en Allemagne, au Royaume-Uni et en Espagne, les femmes sont majoritaires dans l’enseignement supérieur artistique. Cependant, elles sont moins visibles dans l’art contemporain. Leur travail fait moins souvent l’objet d’expositions individuelles. Leurs réalisations se vendent moins bien. Mathilde Provansal analyse ce paradoxe en identifiant les obstacles que rencontrent les artistes femmes tout au long de leur carrière et ce dès l’entrée en école d’art.

## Liste des établissements

### Les écoles nationales supérieures d'art (ENSA)
Listes actualisées des 45 écoles supérieures d'art, dont 11 sont dites nationales et 34 territoriales. 
Ces écoles totalisaient 10 865 étudiants en 2017-2018.
- Arles (Bouches-du-Rhône) - École nationale supérieure de la photographie (ENSP)
- Bourges (Cher) - École nationale supérieure d'art de Bourges (ENSA Bourges)
- Cergy-Pontoise (Val-d'Oise) - École nationale supérieure d'arts de Cergy-Pontoise (ENSAPC)
- Dijon (Côte-d'Or) - École nationale supérieure d'art de Dijon
- Limoges-Aubusson (Haute-Vienne) - École nationale supérieure d'art de Limoges (ENSA Limoges)
- Nancy (Meurthe-et-Moselle) - École nationale supérieure d'art de Nancy (art, design, communication) (ENSA Nancy)
- Nice (Alpes-Maritimes) - École nationale supérieure d'art de Nice (villa Arson)
- Paris - École nationale supérieure des arts décoratifs (ENSAD)
- Paris - École nationale supérieure des beaux-arts (ENSBA)
- Paris - École nationale supérieure de création industrielle (ENSCI Les Ateliers)
- Paris - École nationale supérieure des arts appliqués et des métiers d'arts (ENSAAMA, Olivier de Serres)

Mais aussi :
- Lyon (Rhône) - Conservatoire national supérieur de musique et de danse de Lyon
- Paris - Conservatoire national supérieur de musique et de danse de Paris
- Tourcoing (Nord) - Studio national des arts contemporains de Tourcoing (Le Fresnoy)
- Pour l'architecture, voir les Écoles nationales supérieures d'architecture (ENSA)

- Rome (Italie) - Académie de France à Rome (villa Médicis) : Lieu d'accueil en résidence

### Les écoles supérieures d'art (ESA ou ESAD)
Ces écoles datent parfois du XVIIIe siècle et sont très liées aux communes qui les ont vues naître. Depuis le début des années 2010, la plupart de ces écoles ne sont plus des services municipaux, mais sont partiellement indépendantes de leurs villes de tutelles, structurées en établissements publics de coopération culturelle, avec un conseil d'administration. Certains de ces établissements sont répartis sur plusieurs villes, comme l'école d'art de Bretagne, éclatée sur quatre sites : Rennes, Lorient, Quimper et Brest.
Ces écoles sont accréditées par le ministère de la Culture et habilitées par le Haut Conseil de l'évaluation de la recherche et de l'enseignement supérieur (HCéres) à délivrer les diplômes nationaux du ministère de la Culture. Cette habilitation est donnée lorsque le projet pédagogique, l'encadrement pédagogique, les locaux et les moyens fournis atteignent un niveau d'exigence satisfaisant.
Les diplômes préparés sont le diplôme national d'art (DNA) en trois ans, donnant grade de licence depuis 2018 et le diplôme national supérieur d'expression plastique (DNSEP) en deux ans après avoir obtenu le DNA, donnant grade de Master
- Aix-en-Provence - École supérieure d'art d'Aix-en-Provence (ESAAIX)
- Amiens - École supérieure d'art et de design d'Amiens
- Annecy - École supérieure d'art Annecy Alpes (ESAAA) [19]
- Arras - École Supérieure des Métiers d’Art d’Arras
- Avignon - École supérieure d'art d'Avignon
- Besançon - École régionale des beaux-arts de Besançon
- Biarritz - École supérieure d'art Pays Basque
- Bordeaux - École des beaux-arts de Bordeaux
- Caen / Cherbourg-Octeville - École supérieure d'arts et médias de Caen - Cherbourg
- Cambrai - École supérieure d'art de Cambrai (ESA Cambrai)
- Chalon-sur-Saône - École Média Art du Grand Chalon (EMA fructidor) [20]
- Clermont-Ferrand - École supérieure d'art de Clermont Communauté
- Fort-de-France - Campus Caribéen des Arts[21]
- Grenoble - École supérieure d'art de Grenoble
- Le Port (La Réunion) - École supérieure d'art de La Réunion
- Lyon - École nationale supérieure des beaux-arts de Lyon
- Marseille - École supérieure d'art et de design Marseille-Méditerranée
- Montpellier - MO.CO. Esba
- Nantes - École supérieure des beaux-arts de Nantes Métropole
- Nîmes - École supérieure des beaux-arts de Nîmes
- Orléans - École supérieure d'art et de design d'Orléans (IAV Orléans)
- Reims - École supérieure d'art et de design de Reims (Esad Reims)
- Saint-Étienne - École supérieure d'art et design Saint-Étienne (ESAD Saint-Étienne)
- Toulon - École supérieure d'art Toulon Provence Méditerranée
- Toulouse - École supérieure des beaux-arts de Toulouse
- Valence - École supérieure d'art et design de Valence
- Valenciennes - École supérieure d'art et de design de ValenciennesCas particuliers : Les écoles publiques d'enseignement supérieur de la Ville de Paris[22]

- École Boulle
- École supérieure des arts appliqués Duperré
- École supérieure Estienne des arts et industries graphiques

Établissements multisites :
- École européenne supérieure de l'image Angoulême - Poitiers (ÉESI Angoulême - Poitiers[23])
  - Angoulême - École européenne supérieure de l'image Angoulême (ÉESI Angoulême)
  - Poitiers - École européenne supérieure de l'image Poitiers (ÉESI Poitiers)

- L’École européenne supérieure d'art de Bretagne (EESAB[24]) :
  - Brest - École européenne supérieure d'art de Bretagne - Brest[25]
  - Lorient - École européenne supérieure d'art de Bretagne - Lorient[25]
  - Quimper - École européenne supérieure d'art de Bretagne (Quimper)[25]
  - Rennes - École régionale des beaux-arts de Rennes[25]

- École supérieure d'art et design Le Havre-Rouen (ESADHaR)[26]
  - Le Havre - École supérieure d'art du Havre
  - Rouen - École régionale des beaux-arts de Rouen

- École supérieure d'art de Lorraine (ESA Lorraine)[27]
  - Épinal - École supérieure d'art de Lorraine Épinal
  - Metz - École supérieure d'art de Lorraine Metz

- École supérieure d'art du Nord-Pas de Calais / Dunkerque-Tourcoing (Esä) [28] :
  - Dunkerque - École régionale d'art de Dunkerque
  - Tourcoing - École régionale supérieure d'expression plastique de Tourcoing

- Haute École des arts du Rhin (HEAR)[29] :
  - Mulhouse - Le Quai, École supérieure d'art de Mulhouse
  - Strasbourg - École supérieure des arts décoratifs de Strasbourg (ESAD Strasbourg)
  - Strasbourg - Académie supérieure de musique du Conservatoire à rayonnement régional de Strasbourg

- École supérieure d’art et de design des Pyrénées (ESA Pyrénées[30]) :
  - Pau - École supérieure d’art des Pyrénées — Pau Tarbes (ÉSA Pyrénées)
  - Tarbes - École supérieure d’art des Pyrénées — Pau Tarbes (ÉSA Pyrénées)

- École supérieure d'art et de design - Tours Angers Le Mans (Esad TALM[31]) :
  - Angers - École régionale des beaux-arts d'Angers
  - Le Mans - École supérieure des beaux-arts du Mans
  - Tours - École supérieure des beaux-arts de Tours

### Les départements universitaires d'art
L'enseignement d'art plastique ou de musicologie dans les universités vise essentiellement à former des enseignants pour l'enseignement secondaire et il prépare aux concours du CAPES et de l'agrégation. Les départements d'arts plastiques et d'arts visuels se distinguent des écoles d'art par leurs pédagogies, dont l'efficacité repose essentiellement sur des connaissances intellectuelles et des explications rationnelles. 
Dans l'ensemble, l'apprentissage des connaissances pratiques, techniques et du savoir-faire artistique, qu'il s'agisse du dessin, de la perspective, de la composition, de la sculpture, ou du jeu d'instrument, n'est pas considéré comme important dont les budgets de fonctionnement et la durée des cours sont incompatibles avec une philosophie d'atelier. En revanche, les étudiants disposent d'une grande autonomie et d'un large accès à la recherche académique. Il semble que les étudiants qui tirent le meilleur parti d'un tel cursus sont, comme toujours, ceux qui ont déjà suivi une formation (parfois artistique) ou qui comptent intégrer une autre école après.
La réforme LMD, entrée en application récemment, a notamment favorisé les échanges dans l'enseignement supérieur (universitaire ou non), donc entre les écoles d'art d'Europe ou dans le monde. Il faut noter que toutes les facultés d'arts plastiques ne permettent pas de pousser les études au-delà de la licence ou du master. Les universités françaises accueillent environ 8 500 étudiants en cursus d'arts plastiques.
Les UFR d'arts plastiques
- Université Paris-1 Panthéon-Sorbonne
- Sorbonne Université
- Université de Paris VIII
- Université de Rennes
- Université de Strasbourg
- Université d'Aix-Marseille
- Université de Montpellier
- Université Montaigne à Bordeaux
- Université Jules-Verne à Amiens
- Université de Lorraine
- Université de Lyon-Lumière
- Université de Lille
- Université de Saint-Étienne
- Université Toulouse-Jean-Jaurès

- Gif-sur-Yvette - École normale supérieure Paris-Saclay, département design (ENS Paris-Saclay)
- Lyon - École normale supérieure de Lyon, spécialité arts plastiques sciences des arts (ENS Lyon)

### Les écoles supérieures d'arts appliqués (ESAA)
Les écoles supérieures d'arts appliqués (ESAA) sont des écoles d'arts appliqués publiques post-bac, dont certaines proposent aussi un baccalauréat option Arts appliqués ou un DNSEP, niveau bac+5 et conférant le grade de master. Elles peuvent être parfois intégrées à un lycée technologique. Elles délivrent des diplômes nationaux contrôlés par l'État. Les écoles supérieures d'arts appliqués délivrent différents diplômes (bac+2 à bac+5) : 
- d'une part,
  - le diplôme national des métiers d’arts et du design (DN MADE, bac+3, grade de licence) et ses 14 mentions mode, objet, numérique, etc[35]. Il succède au brevet de technicien supérieur d'arts appliqués (bac+2) et au diplôme des métiers d'arts (bac+3) dispensés jusqu'en 2021 ;
  - le diplôme supérieur d'arts appliqués (DSAA, bac+5, grade de master), généralement suivi après un DN MADE ;
- et d'autre part,
  - le diplôme national d'art (DNA, bac+3, grade de licence) et ses 3 mentions art, design et communication ;
  - le diplôme national supérieur d'expression plastique (DNSEP, bac+5, grade de master), généralement suivi après un DNA ;
- ainsi que les licences (Bac +3) et masters (Bac +5) en partenariat avec une université.

Au total, les écoles supérieures d'arts appliqués (ESAA) proposent environ 300 formations différentes, réparties dans 80 établissements, et totalisent environ 9 000 étudiants. Les diplômes d'arts appliqués peuvent se préparer dans les écoles suivantes : 
- Paris - École Boulle (ESAA Boulle, école publique d'enseignement supérieur de la Ville de Paris)
- Paris - École Estienne (école publique d'enseignement supérieur de la Ville de Paris)
- Paris - École supérieure des arts appliqués Duperré (ESAA Duperré, école publique d'enseignement supérieur de la Ville de Paris)
- Paris - École nationale supérieure des arts appliqués et des métiers d'art (ENSAAMA)
- Dijon - École supérieure d'arts appliqués de Bourgogne (ESAAB)
- Lyon - École supérieure d'arts appliqués La Martinière Diderot (ESAA La Martinière Diderot)
- Roubaix - École supérieure des arts appliqués et du textile (ESAAT)
- Paris - École professionnelle supérieure d'arts graphiques (EPSAA)
- Saint-Denis - École nationale supérieure Louis-Lumière (enseignement professionnel cinéma, photographie, son)
- Poitiers - Les Beaux-arts, École d’arts plastiques de Poitiers
- Paris - Lycée Auguste Renoir
- Montreuil - Lycée Eugénie Cotton
- Paris - Lycée d'Art graphique Corvisart
- Chaumont - Lycée Charles-de-Gaulle
- Sèvres - Lycée Jean-Pierre Vernant
- Boulogne-Billancourt - Lycée Jacques Prévert

### Les écoles d'arts appliqués privées
La Cour des comptes dénombre 166 écoles d'art privées en France, qui accueillent entre 15 000 et 20 000 étudiants. Les frais d'inscription dans ces établissements sont compris entre 6.000 à 13.000 euros.

#### Les cursus visés et contrôlés par l'État
Parmi les 166 écoles d'art privées listées par la Cour des comptes, seules 5 écoles d'art privées reconnues par l'État dispensent un cursus délivrant un diplômé visé par le ministère chargé de l'Enseignement supérieur et contrôlé par l'État :
- Lyon - École Émile Cohl
- Nantes - École de design Nantes Atlantique (géré par un établissement public, la CCI Nantes Saint-Nazaire)
- Paris - École Camondo
- Paris - Institut français de la mode (membre de l'établissement public Hesam Université)
- Sèvres - Strate École de design

#### Les autres cursus privés
Les autres établissements qui ne délivrent pas diplômes visés par l'État proposent généralement des cursus délivrant un titre certifié inscrit au répertoire national des certifications professionnelles (RNCP). Ils ont la même valeur et comptent également des crédits ECTS (European Credits Transfer System en anglais, soit système européen de transfert et d'accumulation de crédits en français)[source insuffisante]. D'autres écoles d'art privées ne délivrent qu'un certificat d'école ou diplôme d'établissement non contrôlé par l'État, ne garantissant ainsi aucunement la qualité de la formation.
- Académie Charpentier (et Académie de la Grande-Chaumière) - Paris
- Arts appliqués Bellecour - Lyon
- ATEP - Paris
- Axe Sud - Marseille - Toulouse
- EEGP - École européenne de graphisme publicitaire - Angers
- École supérieure d'art Françoise-Conte - Design Textile Mode
- École supérieure d'architecture intérieure, IFAT Plescop, 56 Vannes
- École supérieure des arts modernes (Esam Design) - Paris
- Créapole - Paris
- Créasud - Bordeaux
- Immaconcept - Bordeaux
- École Presqu'île - Lyon
- École de Condé (groupe AD Education) - Lyon - Nancy - Paris - Nice - Bordeaux - Rennes - Marseille - Toulouse
- École de communication visuelle (ECV) (groupe AD Education) - Aix-en-Provence - Bordeaux - Lille - Nantes - Paris
- D-MAI Paris (Design Makeup Art Institute) - École de maquillage professionnel
- École supérieure des métiers artistiques- Montpellier, Toulouse et Nantes
- École supérieure d'arts appliqués d'Aquitaine- Bordeaux
- École supérieure d'arts appliqués du Groupe ESC Troyes - Troyes
- ESAG Penninghen École supérieure de design, d'art graphique et d'architecture interieure - École supérieure de design, d'art graphique et d'architecture interieure - Paris
- École Multimédia - Paris
- École Émile-Cohl - Lyon
- École Pivaut - Nantes, Rennes, Montréal
- École supérieure d'infographie et animation 3D (ESIA 3D) - Lyon
- École intuit.lab - Paris - Aix-en-Provence - Marseille - Mumbai - Calcutta - Sao Paulo
- Institut de l'image de l'océan Indien (ILOI) Le Port Animation 2D, multimédia, 3D, audiovisuel (école à régime associatif)
- ESAM Design - École supérieure des arts modernes - Paris
- ESAT - École Supérieure des Arts et Techniques - Paris
- Institut Supérieur des Arts Appliqués (LISAA) - École d'animation, de design, de graphisme et de mode - Paris, Rennes, Nantes, Strasbourg, Bordeaux, Toulouse
- Lignes et Formations - Paris
- Ecole d'Arts Maryse Eloy - Paris
- Orbicom - Nice
- Pro'artigraph - École supérieure privée d'arts appliqués à Nice - Design d'espace, design de produits, design de mode, communication visuelle
- ITM Paris - Institut technique du maquillage
- Studio M - Montpellier, Marseille, Lyon, Toulouse, Casablanca
- MJM Graphic Design - Paris, Bordeaux, Lille, Nantes, Rennes, Strasbourg.
- E-artsup (groupe Ionis) - Paris, Bordeaux, Lille, Lyon, Montpellier, Nantes, Toulouse, Strasbourg

### Écoles consulaires, ou du secteur industriel
Ces écoles, à l'origine publiques, concernent essentiellement les domaines du design, du stylisme et de la mode. Les écoles consulaires dépendent des chambres de commerce et d'industrie, les autres, bien que devenues privées, ont parfois conservée un lien avec le ministère de l'Industrie.
- Paris - Gobelins, l'école de l'image (école consulaire)
- Valenciennes - Rubika
- Arles - Rubika
- Nantes - École de design Nantes Atlantique (école consulaire)
- Grande école des hommes de métier en compagnonnage (partenariat éventuel avec le Conservatoire national des arts et métiers, pour les diplômes d'ingénieur)
- Saint-Brieuc - École municipale des beaux-arts de Saint-Brieuc
- Troyes - École municipale des beaux-arts de Troyes
- Paris - école professionnelle supérieure d'arts graphiques et d'architecture de la ville de Paris
- Bayonne et Biarritz - [École supérieure d'art Pays Basque]] (établissement public de coopération culturelle)
- Paris - Ateliers de la Ville de Paris
- Ivry-sur-Seine (Val-de-Marne) - École professionnelle supérieure d'arts appliqués et d'architecture de la Ville de Paris
- Versailles - École des beaux-arts de Versailles
- Arras - École supérieure des Métiers d’Art d’Arras
- Saint-Nazaire - École municipale d'Arts plastiques de Saint-Nazaire
- Toulon - École supérieure d'art Toulon Provence Méditerranée

Les écoles de stylisme et de mode : 
- Paris - Institut français de la mode
- Paris - École de la chambre syndicale de la couture parisienne
- Paris et Nantes - Atelier Chardon Savard
- École supérieure des arts et techniques de la mode (Paris, Bordeaux, Lyon, Rennes et Roubaix)
- Studio Berçot (Paris)
- École Fleuri-Delaporte (Paris)

Les Compagnons du devoir sont des structures associatives destinées à la formation et à l'apprentissage de plusieurs métiers artisanaux suivant les traditions du compagnonnage, lointaines descendantes des confréries et corporations du Moyen Âge.
De très nombreuses autres formations par alternance du domaine artisanal ont aussi lieu dans des Centres de formation d'apprentis (CFA). Certaines formations continues pour adultes sont faites en collaboration avec les Greta. Les CFA peuvent être associatifs, privés, municipaux, sous tutelle de l'Éducation nationale, du ministère de l'Agriculture, ou gérés par les Chambres de commerce et d'industrie territoriales (CCT), les Chambres de métiers et de l'artisanat (CMA) et les Chambres d'agriculture. Les diplômes délivrés vont du niveau V aux Masters professionnels.

### Les classes préparatoires
Il existe plusieurs types de formations de préparations aux écoles d'art. Les classes ou ateliers préparatoires aux écoles d'art permettent de préparer les concours des différentes écoles d'art. L'association nationale des classes préparatoires publiques aux écoles supérieures d'art (APPEA) regroupe 21 de ces classes préparatoires. 
- École Nationale supérieure des Beaux-Arts de Paris, Via Ferrata
- La classe préparatoire des Ateliers d’arts plastiques de la communauté d’agglomération Évry Centre Essonne - (Essonne)
- École Nationale Supérieure des Beaux-Arts de Lyon
- Arcades (Atelier de recherche, de création artistique et d'enseignement supérieur) Issy-les-Moulineaux (Hauts-de-Seine)
- École supérieure d'art Pays Basque
- Classe préparatoire de Cherbourg (Manche) intégrée à l'École Supérieure des Arts & Médias de Caen/Cherbourg
- Prépa École des Beaux arts Émile Daubé SAINT-BRIEUC École municipale des beaux-arts de Saint-Brieuc
- CAAP (Classe d'approfondissement en arts plastiques)de Fontenay-sous-Bois
- CAAP (Classe d'approfondissement en arts plastiques)de Gagny
- École municipale des beaux-arts de Saint-Brieuc
- École municipale des beaux-arts de Sète
- École municipale des beaux-arts de La Seyne-sur-Mer
- École municipale des beaux-arts de Châteauroux
- École municipale des beaux-arts de Beauvais
- École municipale des beaux-arts/galerie Édouard-Manet, Gennevilliers
- École des beaux-arts du Genevois (EBAG - Annemasse Haute-Savoie), gérée par la communauté de communes
- École d'art Gérard-Jacot (Belfort)
- PASARTIC, Préparation à l'accès aux études Supérieures en Art et Technologies de l'information et de la Communication - Institut de l'image de l'océan Indien - Le Port
- École professionnelle supérieure d'arts appliqués et d'architecture de la Ville de Paris - Ivry-sur-Seine

#### Les CPES-CAAP
Les 12 classes préparatoires aux études supérieures-classes d’approfondissement en arts plastiques (CPES-CAAP) sont publiques. Conventionnées avec des départements d'universités, elles permettent de valider une première année de licence (60 crédits ECTS). 

#### Les CPGE option arts plastiques
Les classes préparatoires aux grandes écoles (CPGE) littéraires A/L option Arts Plastiques et ENS-C Arts & Design permettent après deux ans l'entrée en écoles d'art, bien que leur objectif principal soit d'intégrer les écoles normales supérieures (ENS).

#### Les classes préparatoires privées
Il existe un grand nombre de classes préparatoires privées reconnues par l'État ou non. La qualité de la formation et le taux de réussite aux concours sont variables, selon le contrôle que l'État a sur le programme. À part les CPES-CAAP, ces classes préparatoires ne délivrent pas d’ECTS mais remettent un certificat de fin d’étude,.

#### L'ancienne mise à niveau en arts appliqués (MANAA)
Jusqu'à son arrêt à 2019, la mise à niveau en arts appliqués (MANAA) était une formation d'une durée d'un an permettant d'intégrer les brevets de technicien supérieur (BTS) en design, les diplômes des métiers d'art (DMA) et certaines écoles d'art.  
La MANAA, les BTS en design et les DMA ont été remplacés dans les établissements publics par le diplôme national des métiers d’arts et du design (DNMADE) d'une durée de 3 ans et conférant le grade de licence (180 crédits ECTS),,. 

### Les lycées
En France, la majorité des écoles d'art sont accessibles aux titulaires du baccalauréat ou équivalent, et n'exigent pas de diplômes supplémentaires. Elles recrutent alors les candidats en fonction de leur motivation, leur expérience pratique et leur culture artistique lors d'un entretien, après une sélection par concours ou sur dossier (sauf à l'université). Certains entretiens ont comme point de départ le portfolio présentant des travaux de l'étudiant. Enfin, d'autres élèves s'orientent vers des écoles européennes en fonction de leur programme de formation, des critères de sélection ou des droits d'inscription.

#### Leslycées technologiques(STD2A)
Les élèves des enseignements d'exploration (ex-EDD) « Création et activités artistiques » (ou de l'enseignement facultatif d'arts) puis des enseignements obligatoires leur succédant au sein du baccalauréat général, du baccalauréat technologique « Design et arts appliqués » (STD2A2) et de certaines filières du baccalauréat professionnel « artisanat et métiers d'arts », seront favorisés, suivant les écoles, par leur cursus mixte.
Tout en ayant des objectifs et des débouchés différents, les diplômes professionnels en arts graphiques comme le brevet de technicien (BT), le brevet des métiers d'art (BMA) ou l'option histoire des arts de la filière littéraire, peuvent aussi être une voie d'accès aux écoles, mais plus aléatoire selon les modes de recrutement : contenu du concours ou profil d'élève recherché par celles-ci.
- Auray (Brec'h) (Morbihan) : lycée des métiers d'art Bertrand-du-Guesclin
- Bellignat (Ain) : lycée Arbez-Carme
- Besançon (Doubs) : CFA académique
- Bobigny (Seine-Saint-Denis) : lycée professionnel Alfred-Costes
- Bordeaux (Gironde) : lycée professionnel Toulouse-Lautrec
- Colombes (Hauts-de-Seine) : lycée Claude-Garamont
- Grenoble (Isère) : lycée professionnel André-Argouges
- Illkirch-Graffenstaden (Bas-Rhin) : lycée Gutenberg
- Joué-lès-Tours (Indre-et-Loire) : lycée professionnel d'Arsonval
- Lattes (Hérault) : lycée Champollion
- Lisieux (Calvados) : lycée professionnel Paul-Cornu
- Lyon (Rhône) : lycée professionnel du Premier Film
- Marseille (Bouches-du-Rhône) : lycée professionnel Léonard-de-Vinci
- Montereau-Fault-Yonne (Seine-et-Marne) : lycée André-Malraux
- Paris : lycée professionnel des Arts graphiques
- Saint-Pierre (La Réunion) : lycée professionnel de Saint-Pierre
- Senlis (Oise) : lycée professionnel Amyot-d'Inville
- Toulouse (Haute-Garonne) : lycée professionnel Jolimont
- Tourcoing (Nord) : lycée professionnel Le Corbusier

- bac pro Artisanat et métiers d'art 
  - option arts de la pierre
  - option ébéniste
  - option horlogerie (DSN 2009 : en attente JO)
  - option marchandisage visuel
  - option métiers de l'enseigne et de la signalétique
  - option tapisserie d'ameublement
  - option verrerie scientifique et technique
  - option vêtement et accessoires de mode
- BMA Art de la reliure et de la dorure
- BMA Art du bijou et du joyau
- BMA Arts et techniques du verre
- BT Dessinateur en arts appliqués 
  - spécialité céramique
  - spécialité tapisserie de lisse
  - spécialité volumes architecturaux
- BT Dessinateur maquettiste option arts graphiques
- Formation d'école spécialisée Diplôme d'arts graphiques
- Formation d'école spécialisée Diplôme de fin d'études secondaires des métiers d'art (DFESMA)
- Formation d'école spécialisée Diplôme national d'orientation professionnelle d'art dramatique
- Formation d'école spécialisée Diplôme régional des métiers d'art option sculpture sur bois - restauration statuaire
- Formation d'école spécialisée Préparation à l'accès aux études supérieures en art et aux technologies de l'information et de la communication
- Formation d'école spécialisée Classe d'art dramatique
- CAP Artisanat et Métiers d'Arts option Dessinateur d'Exécution en Communication Graphique (DECG)
- CAP Artisanat et Métiers d'Arts option Signalétique, Enseigne et Décor
- CAP Artisanat et Métiers d'Arts option Sérigraphie Industriel
- CAP Art du bijou et du joyau (DSN 2009 : en attente de JO)
- CAP Art et techniques de la bijouterie-joaillerie
- CAP Arts de la broderie 
  - Dominante broderie à la main
  - Dominante broderie automatisée
  - Dominante broderie sur machine
- CAP Arts de la reliure
- CAP Arts du bois 
  - option marqueteur
  - option sculpteur ornemaniste
  - option tourneur
- CAP Arts et techniques du verre 
  - option décorateur sur verre
  - option tailleur graveur
  - option verrier à la main
  - option verrier au chalumeau
  - option vitrailliste
- Classe de seconde spécifique Seconde spécifique option BT dessinateur en arts appliqués
- FCIL Arts du bois : techniques d'autrefois
- Formation d'école spécialisée Seconde filière des métiers d'art
- MC Art de la cuisine allégée

## Débouchés
Le secteur de l'art est souvent pointé du doigt pour sa précarité et son intégration sur le marché du travail difficile.

### Enseignement de l'art

#### Histoire
|  |

- Stéphane Laurent, Les Arts appliqués en France (1851-1940), genèse d'un enseignement, Paris, Éditions du Comité des Travaux Scientifiques et Historiques, 1999.
- Stéphane Laurent, L'Art utile. Les écoles d'arts appliqués en France (1851-1940), Paris, L'Harmattan, 1998.
- Stéphane Laurent, L'École Boulle, Woippy, Éditions Gérard Klopp, 1998.
- Stéphane Laurent, «Teaching the Applied Arts to Women at the École Duperré in Paris 1864-1940», Studies in the Decorative Arts, vol. IV/1, Fall Winter 1996-1997, p. 60-84.
- Stéphane Laurent, « Décoration, design et politique: l’École nationale supérieure des arts décoratifs de 1940 à 1968 » dans Stéphane Laurent (ed), Une Émergence du design, France 20e siècle, Paris, HICSA/Université Paris 1 Pantheon-Sorbonne  https://hicsa.pantheonsorbonne.fr/collection-histoire-lart-contemporain#design
- Stéphane Laurent, Thierry Chabanne (ed.), Histoire de l’École nationale supérieure des arts décoratifs (1766-1941) Paris, Ensad, 2004.
- Alain Bonnet, L’Enseignement des arts au XIXe siècle – La Réforme de l’École des beaux-arts de 1863 et la fin du

modèle académique, Presses universitaires de Rennes, 2006  (ISBN 9782753502284)
- Marc Partouche, Les écoles d'art qui changent le monde : utopies et alternatives pédagogiques de 1815 à nos jours, Paris, 2021  (ISBN 979-10-370-0891-6) (présentation).
- Séminaire : Histoire de la pédagogie de la création artistique : état de l'art et perspectives [2016-2017], projet de recherche PSL, piloté par l'École nationale des chartes et Jean-Michel Leniaud, en collaboration avec les écoles d'art de PSL (CNSMD de Paris, CNSAD, La Fémis, Les beaux-arts de Paris et l'ENSAD), (vidéos en ligne).
- Agnès Lahalle, Les écoles de dessin au XVIIIe siècle. Entre arts libéraux et arts mécaniques, Rennes, 2006  (ISBN 9782753503168) (en ligne) (recension).
- Annie Verger, Enseignement de l'art, dans Encyclopædia Universalis, Paris, env. 1998 [consulté dans l'éd. 2004] (bibliogr.).
- Paul Ortwin Rave et Ernst Herbert Lehmann, Akademie, dans Reallexikon zur Deutschen Kunstgeschichte, 1, Stuttgart, 1933, p. 243-262 (en ligne).

#### Débats et enjeux actuels
- Jean-Baptiste Dotari, « En France, les écoles d'arts sont en danger », dans Les Inrockuptibles, du 11 juin 2016 (en ligne).
- Jean-Noël Lafargue, À quoi sert un étudiant en arts plastiques ?, dans Le dernier des blogs [hyperbate.fr], 14 octobre 2012 (en ligne).
- Jean-Michel Lucas[52], Repenser la place de l’art et de la création dans la société et auprès de la population [Séminaire aux Halles de Schaerbeek], Bruxelles, 2008 (en ligne).
- Actes des Assises nationales des écoles supérieures d'art, Rennes, 6 et 7 avril 2006, Rennes, 2008 (en ligne).
- Kunst lehren = teaching art, sous la dir. de Heiki Belzer et Daniel Birnbaum (en), Cologne, 2007  (ISBN 978-3-86560-339-5) (en ligne).
- Sur l’art et les moyens de son expérience. Pourquoi, comment rendre contemporain l’art ? Éléments de réflexions sur les outils de transmission, entretiens réunis par Christophe Domino, Paris, 2005 (en ligne).
- Art et savoir : de la connaissance à la connivence, sous la dir. d'Isabelle Kustosz, avec Mario Borillo, Alain Cambier, Inès Champey, et al., Paris, 2004 (Les Rendez-vous d'Archimède)  (ISBN 2-7475-6133-X) (partiellement en ligne).
- Fred Forest, Repenser l'art et son enseignement : les écoles de vie, Paris, 2002  (ISBN 2-74753-409-X) (en ligne).
- Pierre Bourdieu, Questions sur l'art pour et avec les élèves d'une école d'art mise en question, dans Penser l'art a l'école, dir. par I. Champey, Arles, 2001, p. 13-54  (ISBN 2-74273-293-4) (en ligne).
- Yves Michaud, Enseigner l'art ? : analyses et réflexions sur les écoles d'art, Nîmes, 1993 ; nouv. éd. 1999  (ISBN 2-87711-209-8).

#### À propos du secondaire
- L'éducation artistique (toujours) à la recherche de la formule magique, émission de Rue des Écoles, de Martin Quenehen, du 3 décembre 2017, avec Emmanuel Ethis et Gérard Garouste (en ligne).
- Alain Kerlan, « L'art pour éduquer. La dimension esthétique dans le projet de formation postmoderne », dans Éducation et Sociétés, 19, Paris, Louvain-la-Neuve, 2007, p. 83-97  (ISBN 978-2-8041-5432-5) (en ligne).Voir aussi ses interventions dans les actes du colloque : La résidence d'artiste en milieux scolaire et éducatif, Lyon, janvier 2013.
- Prunelle Charvet, Références bibliographiques, dans Dossier : L'éducation artistique, sous la dir. de V. Maestracci, Sèvres, 2006 (Revue internationale d'éducation Sèvres, 42) (bibliogr. en ligne).
- Évaluation de l'éducation artistique et culturelle, Lyon, février 2006 (VST. Les Dossiers d'actualité, 15) (en ligne).
- Philippe Pujas, Jean Ungaro et Karelle Ménine, Une éducation artistique pour tous ?, Ramonville Saint-Agne, 1999  (ISBN 2-86586-701-3).
- Gilbert Pélissier, « [Intervention :] Arts plastiques, art et enseignement », dans Colloque sur l'artistique, Saint Denis, 1994 (en ligne).
- Lazare Paupert, Les arts dans l'éducation classique, dans L'Enfant vers l'art, dir. par D. Beaulieu, Paris, 1993, p. 207-216 (Série mutations, 139)  (ISBN 2-86260-443-7).

### Statut de l'artiste et les questions institutionnelles
- Nathalie Heinich, Être artiste : les transformations du statut des peintres et des sculpteurs, Paris, 1996 ; repr. 2005 et 2012 (50 questions)  (ISBN 2-25203-532-3). Ouvrage pratique et synthétique, dont les questions ne concernent pas les seuls peintres et sculpteurs. Voir aussi les nombreuses publications de N. Heinich sur les conditions des artistes et de l'art dans notre société.
- Véronique Chambaud, Guide juridique et fiscal de l'artiste, 4e ed., Éditions Dunod, 2010  (ISBN 978-2-10-053091-5).
- [PDF] Cour des comptes, L'enseignement supérieur en arts plastiques, communication à la commission des finances du Sénat, décembre 2020 (lire en ligne)
- Mathilde Provansal, Artistes mais femmes. Une enquête sociologique dans l’art contemporain, Lyon, ENS Éditions, 2023, 288 p. (ISBN 9791036206375)